# WrestleMania 39
WrestleMania 39 (рекламируется как WrestleMania Goes Hollywood) — тридцать девятое в истории шоу WrestleMania, премиальное живое шоу производства американского рестлинг-промоушна WWE. Оно прошло 1 и 2 апреля 2023 года на арене «Соу-Фай Стэдиум» в Инглвуде, Калифорния — первоначальное место проведения WrestleMania 37 до того, как пандемия COVID-19 заставила перенести его в другое место. Мероприятие транслировалось по системе pay-per-view (PPV) по всему миру и доступно для трансляции через Peacock в США и WWE Network на международном рынке.
WrestleMania 39 стало первой после WrestleMania 21, которая прошла в Лос-Анджелесе, и седьмой, проведенной в штате Калифорния (после 2, VII, XII, 2000, 21 и 31). Это также первая WrestleMania, которая формально прошла под творческим контролем Пола Левека после ухода Винса Макмэна в отставку в июле 2022 года; Макмэн занимал пост председателя и главного исполнительного директора компании с 1982 года и создал WrestleMania в 1985 году, хотя он вернулся в компанию в январе 2023 года на пост председателя Совета директоров, но без участия в организации мероприятий.

## Организация
WrestleMania — флагманское шоу WWE, впервые проведенное в 1985 году, и с тех пор ежегодно проводимое в период с середины марта по середину апреля. Это было первое PPV-шоу WWE, а также первое крупное событие компании, доступное для просмотра в режиме стриминга, когда WWE начала использовать этот способ трансляции в 2014 году. На текущий момент это самое давнее из регулярно проводимых шоу рестлинга.. Наряду с Royal Rumble, SummerSlam, Survivor Series и Money in the Bank, это одно из пяти крупнейших событий года, называемых «Большой пятеркой». В 2019 году WrestleMania оценили как шестой самый дорогой спортивный бренд в мире по версии Forbes, и была названа «Супербоулом спортивных развлечений». Подобно «Супербоулу», города участвуют в тендере на право проведения WrestleMania.
С 2013 по 2022 годы организация WrestleMania суммарно принесла в бюджеты городов, где проводилось шоу, более 1.25 миллиардов долларов.

### Выбор места проведения, перенос шоу
Изначально была достигнута договорённость о проведении WrestleMania в Калифорнии в 2021 году, сообщение об этом было сделано 10 февраля 2020 года. Место проведения был выбран пригород Лос-Анджелеса Инглвуд, где достраивали новый стадион, который позже получит название Стадион «Соу-Фай». После начала коронавирусной пандемии, стало ясно, что стадион не успеют вовремя достроить; также запрет на проведение шоу на открытых стадионах в Калифорнии продержался до 1 апреля 2021 года, а затем было объявлено, что в 2022 году на арене состоится Супербоул. В результате уже в апреле 2020 года для WrestleMania в Калифорнии решили искать возможность для переноса на более поздний год. WrestleMania 2021 года доверили провести Далласу (штат Техас). В результате совокупности факторов 16 января 2021 года во время анонса мест и дат проведения ближайших WrestleMania на три года, было объявлено, что WrestleMania в Голливуде состоится в 2023 году.
WrestleMania 39 станет первой WrestleMania в регионе Лос-Анджелеса с 2005 года, а всего седьмой в штате Калифорния. Шоу получило Голливудскую тематику, которая и планировалась изначально для шоу 2021 года. Первоначальное объявление гласило, что шоу пройдёт в один день 2 апреля. Стефани Макмэн объясняла возвращение к однодневному формату тем, что в два дня проводили шоу по причине пандемийных времен. Она подчеркнула, что при таком ходе значимость шоу размазывается на два дня, а люди, которые посещают шоу, платят за билеты или за онлайн-трансляцию, должны осознавать, что они приобретают самый топовый продукт из всего возможного, но в уик-енд WrestleMania 38 было объявлено, что шоу четвёртый год подряд пройдет в два дня — 1 и 2 апреля.
3 ноября 2022 года объявили, что вместе с WrestleMania в Лос-Анджелесе также пройдут записи шоу SmackDown и церемония введения новых членов в Зал Славы WWE (пятница 31 марта), шоу NXT Stand & Deliver (суббота, дневное шоу), а также шоу Raw (понедельник 3 апреля). Все эти шоу заявили к проведению на Crypto.com-Арене (в прошлом «Стейплс-Центр»).

### Продажи билетов, финансовые рекорды
Билеты на шоу поступили в продажу 12 августа 2022 года. Продажи шли рекордными темпами: за первые 24 часа было продано более 90 тысяч билетов — на оба дня шоу. 10 января 2023 года было объявлено, что выручка от продажи билетов на шоу стала рекордной за все времена и превысила 17.2 миллиона долларов. Прежнее достижение было установлено в 2016 году.
22 февраля было объявлено, что титульными спонсорами WrestleMania 39 станут корпорации Mars и 2K. Также спонсорами WrestleMania 39, упомянутыми во время эфира, выступили налоговая компания Indud Turbotax (большое количество рекламных плашек на экране во время эфира, размещение на заграждениях и краях ринга во время первого матча), а также бренд хлопьев Cinnamon Toast Crunch (Брендирование матча Мистерио, размещение на заграждениях и краях ринга).
29 марта Старший вице-президент WWE по продажам и партнерству Крэйг Стиммел рассказал, что спонсорские контракты WrestleMania 39 принесли более 20 миллионов долларов. Всего по итогам двух дней было продано билетов на 21.6 миллионов долларов, что на 27 % превысило предыдущий рекорд.
3 апреля в WWE объявили о том, что шоу стало самым успешным в истории WrestleMania. За два дня шоу посетили 161 892 человека, а число просмотров клипов с шоу в соц.сетях превысило 500 миллионов. Всего же зрители просмотрели свыше 11 миллионов часов контента.
2 августа было объявлено, что организация шоу принесла экономике большого Лос-Анджелеса 215 миллионов долларов, что стало рекордным показателем в истории WrestleMania, превысив предыдущий рекорд (прошлогодняя WrestleMania в Далласе) на почти 10 миллионов.

### Показ шоу
Как и все остальные Премиум-шоу WWE WrestleMania 39 будет приоритетно показана на сервисе WWE Network, а также на других площадках, которые купили права на трансляцию эфиров этого сервиса в отдельных странах. В США шоу будет доступно на сервисе Peacock, который приобрёл эти права в 2021 году. Также, например, WrestleMania в странах Африки (за исключением северной) будет показана на Showmax, в Северной Африке и на Ближнем востоке — на MBC Group, на Филиппинах и в Индонезии — на Disney+, в Австралии — на Binge. Все это расширяет аудиторию показа, поскольку данные сервисы берут существенно меньшую абонентскую плату, чем напрямую WWE Network. В России легальный просмотр WrestleMania будет невозможен из-за того, что в 2021 году WWE Network был заблокирован на территории этой страны.
27 февраля на Raw объявили, что ведущим обоих дней шоу станет рестлер WWE, бывший двукратный Чемпион WWE Миз.

### Пародии на Голливудские блокбастеры
Учитывая, что шоу проводилось в Голливудской тематике, было принято решение снять несколько коротких видео-пародий на известные кинофильмы — так же, как это было сделано в 2005 году. Сценарии видео были основаны на реалиях WWE, но действие происходило в антураже и декорациях фильмов. Итого были отсняты следующие видео:
- Джокер[32]: участвовали Сет Роллинс (в роли Джокера) и Бекки Линч (в роли Бэтмена). В этом видео Роллинс исполнил известный танец на лестнице. В фильме Тодда Филлипса Бэтмен напрямую не присутствовал, поэтому исполнение Линч было основано на том, как эту роль сыграл Кристиан Бэйл.
- Титаник[33]: участвовали Бьянка Белэйр и Монтез Форд, воспроизведшие пародию на одну из самых известных сцен, в которой Джек и Роуз находятся на носу корабля.
- Топ Ган[34]: участвовали Миз и Марысь. Они обменялись репликами, находясь на авианосце. Миз в конце ответил на телефонный звонок своего агента Густафсона, которого он назвал прозвищем «Гусь», что стало ещё одной отсылкой к фильму.
- Очень странные дела[35]: участвовали Рея Рипли и Джон Сина. Сина озвучил голос Мартина Бреннера, упомянув известную шутку в свой адрес, что вы не можете его видеть, а Рипли исполнила роль Одиннадцатой, пытающейся совладать со своими телекинетическими способностями.
- Сорокалетний девственник: участвовали Дрю Макинтайр, Шимус, Ридж Холланд и Бутч, изобразившие известную сцену шугаринга груди (Холланда), при которой они использовали ругательства с тематикой рестлинга.
- Славные парни: участвовали представители группировки Кровная связь. Роман Рейнс (как персонаж Джо Пеши) требовал от Пола Хеймана, чтобы тот объяснил, почему он назвал его смешным.

## Селебрити на WrestleMania 39
Давней традицией WrestleMania является приглашение на шоу известных людей из мира спорта, развлечений, поп-культуры, общественной жизни. Не стала исключением и WrestleMania, проведенная в Голливуде.
- Логан Пол, видео-блогер, подкастер: 6 марта на Raw был подтверждён матч Логана Пола против Сета Роллинса[36].
- Джон Сина, актёр: в прошлом суперзвезда WWE не проводил матчей на WrestleMania со зрителями с 2018 года. На этот раз был заранее назначен его матч против Остина Тиори[37].
- Бекки Джи, певица: каждую WrestleMania традиционно открывает исполнение песни «America the Beautiful». В 2023 году эту песню исполнила певица Бекки Джи.
- Джимми Аллен, певец: второй день шоу WrestleMania исполнением этой же песни откроет певец Джимми Аллен.
- Кевин Харт, шоумен: открывающее видео для WrestleMania было снято при участии Кевина Харта, который и сам появился в кадре, и зачитал шутливый текст.
- Снуп Догг, рэпер: одним из ведущих первого дня WrestleMania был назначен известный рэпер Снуп Догг. Он также принял участие в красочном выходе на свой матч Рея Мистерио, вывезя его на арену на автомобиле лоу-райдер. Также Снуп Догг назначил матч Миза и звезды NFL Пэта Макафи. На второй день шоу Снуп Догг назначил ещё один матч Мизу — против Шейна Макмэна. После того, как Макмэн почти сразу получил травму, Снупу пришлось импровизировать и завершать матч самостоятельно[38].
- Бэд Банни, рэпер: ранее Бэд Банни был назначен ведущим следующего Премиум-шоу WWE Backlash. На WrestleMania его пригласили комментатором на испанском языке матча Рея и Доминика Мистерио. Банни поучаствовал в матче, помешав Доминику ударить отца цепью[39].
- KSI, рэпер, блогер, поп-боец: KSI вышел в зал в ростовом костюме бутылки напитка Prime, который он производит вместе с Логаном Полом. Именно во время матча Пола против Сета Роллинса KSI и оказался в зале. По ходу матча Роллинс подставил его вместо себя под прием «Прыжок лягушки», исполненный Полом со стойки ринга на стол комментаторов[40].
- Пэт Макафи, игрок NFL, подкастер, спортивный обозреватель: Макафи в прошлом комментировал шоу WWE, но с осени 2022 года ушел с этой работы. Он вернулся во время WrestleMania, предложив провести незапланированный матч Мизу, которого в итоге победил[41].
- Джордж Киттл, игрок NFL: звезда местной команды по американскому футболу Сан-Франциско Форти Найнерс был в первом ряду, а затем помог Пэту Макафи расправиться с Мизом[42].
- Lil Uzi Vert, рэпер: певец исполнил песню «Just Wanna Rock» перед началом мэйн-ивента первого дня.
- Джонни Ноксвилл, актёр, шоумен: годом ранее Ноксвилль участвовал в матче на WrestleMania. На этот раз он был закулисным гостем, раздавая интервью медиа WWE[43].

## Сюжеты к шоу и назначение матчей
Традиционно на шоу WWE рестлеры проводят матчи, развивающие сюжеты и истории. Наиболее частый вид матча — противостояние положительного («фейс») и отрицательного («хил») персонажей. Подготовка матча и раскрытие сути конфликта происходит на телевизионных шоу — в случае основного ростера WWE это Raw и SmackDown.
Хронологически первым на WrestleMania 39 сложился матч за Женское чемпионство SmackDown. Шарлотт Флэр, пропустившая почти 6 месяцев по разным причинам, вернулась на последнем SmackDown 2022 года и выиграла титул у Ронды Роузи. 28 января на Royal Rumble (2023) Рея Рипли выиграла женскую «Королевскую битву», получив право на матч за любое Чемпионство по своему выбору. Рипли приняла решение пойти за Чемпионством SmackDown, о чём объявила двумя днями позже на Raw. Это будет матч-реванш на WrestleMania после того, как в 2020 году Шарлотт, выигравшая Королевскую Битву, выбрала матч на WrestleMania 36 против Рипли за Чемпионство NXT, которым та тогда владела. Предварительно — уже после того, как Рипли сделала свой выбор, — Шарлотт успешно защитила Чемпионский титул от Сони Девиль на SmackDown от 3 февраля. Этот матч был назначен на первый день шоу.
После того, как Рея Рипли выбрала для себя матч за Женское чемпионство SmackDown, 30 января на Raw было объявлено, что противница Женской чемпионки Raw определится в матче Elimination Chamber на одноимённом шоу, которое прошло 18 февраля в Монреале. Титулом с предыдущей WrestleMania 37 владела Бьянка Белэйр. Аска, Лив Морган, Ракель Родригес и Никки Кросс — четыре рестлерши, которые попали в последнюю пятерку женской Королевской Битвы, но не смогли выиграть этот матч, — получили автоматическое участие в этом матче, а за оставшиеся два места были проведены два отборочных 4-сторонних матчах. 3 февраля на SmackDown Наталья Нейдхарт выиграла отборочный матч от синего бренда, победив Зелину Вегу, Шотци и Шейну Баслер. 6 февраля на Raw Кармелла победила Мичин, Пайпер Нивен и Кэндис Лерэй, заполнив последнюю вакансию. Одноимённый матч на Премиум-шоу Elimination Chamber выиграла Аска, которая таким образом заработала путёвку на WrestleMania 39. Матч утвердили через два дня на Raw 20 февраля. Этот матч был назначен на второй день шоу.
Матч за Неоспоримое Чемпионство Вселенной WWE окончательно сложился после шоу Elimination Chamber. Чемпионом к WrestleMania подошёл Роман Рейнс, который выиграл титул Чемпиона WWE годом ранее на WrestleMania 38, а титулом Чемпиона Вселенной WWE владел аж с Payback 2020-го года. Таким образом срок его Мирового чемпионства на первый день WrestleMania 39 составлял 944 дней. Уже 19 января Рейнс стал самым продолжительным чемпионом в современной истории WWE: дольше него титулами владели лишь в 60-е, 70-е и 80-е годы. Последний раз перед WrestleMania Рейнс защитил титул на Elimination Chamber, где одолел Сами Зэйна, который почти 9 месяцев пытался втереться в доверие к Рейнсу и его соратникам по группировке «Кровная Связь», но в итоге не выдержал жесткого и агрессивного поведения Рейнса и на «Royal Rumble» атаковал его стулом и потребовал Чемпионский матч. Претендентом на Чемпионство стал Коди Роудс, выигравший на том же шоу мужскую Королевскую битву. Коди вернулся в WWE после 7 лет отсутствия годом ранее на WrestleMania 38, провел удачный фьюд с Сетом Роллинсом, выиграв все три матча против него включая матч в «Адской клетке» на Hell in a Cell, после чего ушел на многомесячное лечение серьёзной травмы грудной мышцы. Вернувшись и выиграв «Королевскую битву», на Raw 30 января Коди пообещал выиграть главное Чемпионство WWE в честь своего отца, который был близок к выигрышу титула, но так и не смог этого достичь. Учитывая, что Рейнса ещё ожидала защита титула на Elimination Chamber, Коди обозначил, что будет готов к любому оппоненту на WrestleMania 39, потроллив Романа Рейнса. 6 февраля на Raw в словесное противостояние с Роудсом ввязался советник Рейнса Пол Хейман, которому Коди высказал слова благодарности за помощь отцу в 2000 году, растрогав того и, по-видимому, заставив расчувствоваться не только по сценарию. Хейман, впрочем, быстро собрался и ответил жёсткой репликой, что Коди безусловно был любимым сыном Дасти Роудса, но Роман Рейнс, которому Дасти помогал во время обучения в подготовительном центре WWE, был тем сыном, о котором Дасти всегда мечтал. 20 февраля на Raw Хейман и Роудс снова вступили в перепалку, по ходу которой Хейман пытался напугать Коди жёстким расписанием, которое ожидает того в случае возможной победы на WrestleMania (во что сам Хейман, по его собственным словам, не верил), и даже намекнул, что готов приударить за его женой, пока Коди будет занят корпоративными мероприятиями. 27 февраля на Raw Коди, одержав победу в матче против Чеда Гейбла, заявил, что устал общаться с Хейманом, и обязательно встретится с Рейнсом на SmackDown позже на той же неделе. Этот матч был назначен на второй день шоу.
Также 20 февраля на Raw Омос вместе со своим менеджером МВП бросили вызов Броку Леснару, который незадолго до того проиграл Бобби Лэшли матч на Elimination Chamber. МВП обвинил Леснара в трусости, поскольку на Elimination Chamber Леснар сознательно пошёл на поражение дисквалификацией и ударил Лэшли между ног. Они предложили встретиться неделей позже и договориться о матче. 27 февраля на Raw Леснар пообщался с МВП, который напомнил, что Леснар в матче с его бывшим подопечным Лэшли не смог легально избежать фирменного болевого «Хёрт-лока», а его нынешнему подопечному Омосу не сможет провести Ф5. Леснар в итоге согласился на матч, после чего провел МВП свой фирменный бросок «Ф5». Этот матч был назначен на второй день шоу.
6 марта на Raw был назначен матч Джона Сины и Остина Тиори. Это был первый матч Сины на WrestleMania с 2020 года и первый матч 1х1, который был назначен заранее, с 2015 года. С Тиори Сина впервые пересекся на Raw 27 июня предыдущего года, когда Тиори пришел заявить о себе вернувшемуся в WWE на один день Сине и сделать с ним селфи, но Сина ушёл от него. Зато во время следующего возвращения Сины на шоу красного бренда 6 марта Тиори сразу предложил ему матч. Сина в ответ прочитал оскорбительную речь, сначала отказавшись от матча, а затем согласившись, услышав одобрение со стороны зрителей. 24 марта во время SmackDown объявили, что матч Сины и Тиори откроет матчевую программу WrestleMania и станет первым матчем субботней WrestleMania
Весной 2022 года Эдж основал группировку с темным и готическим настроением — «Судный день». К нему присоединились Дамиан Прист и Рея Рипли. Позже к группе присоединился Финн Балор, а Эджа из группировки выгнали и побили. После этого новый состав Судного дня связался в противостоянии с Реем и Домиником Мистерио. Их матч на SummerSlam завершился победой лучадоров после возвращения Эджа. Через день на Raw Эдж ещё раз спас Мистерио, но затем ошибочно атаковал Доминика «Гарпуном». Эдж провел матч 1х1 против Дамиана Приста на Raw 22 августа в канадском Торонто. Противостояние привело к назначению командного матча, причем Рей Мистерио в нём объединился с Эджем — впервые за примерно 20 лет. Рей уговорил сына, что Эдж сможет достойно представить их сторону в этом матче, чем разочаровал младшего Мистерио. В итоге в этом матче Доминик сначала помог своей команде победить, однако после матча пнул Эджа в пах, а отца вырубил клоузлайном, совершив хилтёрн. На Raw 12 сентября «Судный День» снова жестоко избил Эджа, попытавшись травмировать его ногу, использовав стул. Эдж вернулся через две недели на Raw в Эдмонтоне и бросил вызов Финну Балору на матч по правилам «Я сдаюсь». Вызов был принят. Матч также проходил не только на ринге, но и за его пределами. Балору помогали другие участники Судного дня, Эджу на помощь пришли Рей Мистерио и Бет Финикс. Рея Рипли ударила Бет кастетом в затылок, вырубив её, а затем положила её голову на стул и замахнулась другим стулом. Это вынудило Эджа сказать «Я сдаюсь», но Рипли все равно нанесла свой удар. Эдж вернулся на Royal Rumble (2023), где вышел в Королевскую Битву под номером 24, элиминировал Приста и Балора, после чего сам был выброшен из матча Балором, и драка продолжилась за рингом. На этом шоу, а также на следующий день на Raw Эджу на помощь приходила Бет Финикс, чтобы справиться с Реей Рипли. 6 февраля на Raw Эдж признал ошибкой создание Судного дня и вместе с Бет Финикс предложил микст-матч на Elimination Chamber (2023), и этот вызов был принят. Матч завершился победой Эджа и Бет Финикс, но противостояние на этом не закончилось. На следующий день на Raw Эдж мог выиграть Чемпионство США, однако появление Финна Балора помешало ему это сделать. Эдж отомстил на Raw 6 марта, когда вмешался в матч Балора против Джонни Гаргано, который в итоге Финн проиграл. Эдж предложил переговорить один на один, и на Raw 13 марта они договорились провести матч на WrestleMania, причем не просто матч, а матч в «Адской клетке». На Raw 20 марта Эдж предложил Балору появиться на матче в образе «Демона», и ещё неделей позже на Raw 27 марта Балор принял и это предложение. Этот матч был назначен на второй день шоу.
После того, как Доминик Мистерио предал Рея на Clash at the Castle, он присоединился к Судному дню. На Raw 10 октября Доминик с компанией напал на Рея, проведя ему 619. Рей отказался драться с ним, пытался уйти из WWE, но в итоге ему предложили переход на SmackDown, на что Рей согласился. Доминик увлекся компанией Реи Рипли, с которой он пытался заявиться на Рождество к своей семье, но не был принят. К дому была вызвана полиция, и Доминика арестовали, после чего он некоторое время провел в полицейском участке. Доминик переосмыслил свою жизнь, поскольку тюрьма оставила на нем серьёзный отпечаток. Миз выяснил, что Доминик провел в участке лишь пару часов, после чего был выпущен на свободу, но Доминик заставил его отказаться от своих слов. Пути отца и сына снова пересеклись на Royal Rumble, где Рей был заявлен к выходу в Королевскую битву, но в итоге на арене так и не появился. Зато после этого в зал вышел Доминик Мистерио. У него в руках была маска Рея, которую он порвал, намекая на то, что именно он стал причиной того, что Рей пропустил шоу. После того, как Рея Рипли выиграла женскую Королевскую битву, она в компании Доминика стала захаживать на SmackDown, где Доминик начал докапываться до отца. 3 февраля на SmackDown показали, как Рей и Доминик гоняли на машинах «Наскар», и Рей обогнал Доминика. Рей в течение недолгого времени фьюдил с Каррионом Кроссом, которому проиграл 24 февраля на SmackDown из-за появления Доминика. 10 марта на SmackDown было объявлено, что Рей Мистерио попадёт в Зал славы WWE, Доминик заявил, что отец не заслуживает такого признания. Неделей позже Рей сказал, что надеялся, что примирится с сыном на церемонии введения, но тот стал требовать матч на WrestleMania 39. Рей отказался от этого вызова. 24 марта на SmackDown в зале присутствовала семья Мистерио, и Доминик жестко высказал претензии матери и сестре. Рей вмешался и ударил Доминика, в итоге согласившись на матч. 27 марта на Raw Доминик вмешался в матч Рея и Дамиана Приста, после чего избил его, но Рея поддержали Сантос Эскобар и Легадо дель Фантазма. 31 марта на SmackDown Рей поблагодарил их за поддержку, вручив футболки с символикой группировки Latino World Order. В тот же день во время церемонии введения Рея в Зал Славы Доминик сначала проявил неуважение, не встав во время выхода отца в зал, а затем и вообще покинул зал во время его выступления. Матч Мистерио был назначен на первый день шоу.
Летом 2022 года претендентом на Интерконтинентальное чемпионство Гюнтера стал Шимус, выигравший 19 августа 5-сторонний матч претендентов. Гюнтер в том матче смог сохранить титул, но противостояние ожесточилось. 9 сентября на SmackDown рестлеры провели матч 3х3, и сильнее оказался «Империум». 23 сентября после SmackDown объявили, что Шимус и Гюнтер на премьере сезона SmackDown проведут ещё один матч за интерконтинентальное чемпионство. 29 сентября также был назначен ещё один матч 3х3 по правилам «Старого доброго стильного Доннибрука». Матч за интерконтинентальное чемпионство, состоявшийся за день до Extreme Rules, завершился ещё одной победой Гюнтера, который исподтишка ударил Шимуса посторонним предметом — дубинкой шилейлой, но матч на Премиум-шоу завершился победой «Брутов». Чуть позже Гюнтер направился в другие противостояния, а к Шимусу и Брутам присоединился Дрю Макинтайр. Вместе они провели серию матчей, в частности, по правилам «Военные игры» на Survivor Series (2022) против Кровной связи, а позже с Усо и Викингами. Все вместе они пересеклись на Royal Rumble, где Гюнтер вышел в матч под номером один и продержался до самого конца, по ходу дела элиминировав из матча объединившихся Шимуса (номер 2) и Макинтайра. 10 февраля Гюнтер стал самым продолжительным Интерконтинентальным чемпионом с конца 80-х годов. 24 февраля Дрю Макинтайр вышел в зал во время матча Гюнтера и Империума против Мосса, Струомена и Рикошета, но это не помешало европейцам победить. 3 марта Макинтайр бросил вызов Гюнтеру, однако вместо австрийца на вызов ответил Шимус. Организовался большой замес, по итогам которого на следующую неделю был назначен 5-сторонний матч претендентов на Интерконтинентальное чемпионство. Этот матч завершился двойным удержанием, когда Шимус и Макинтайр удержали Ксавде Вудса и ЛА Найта соответственно. 17 марта на SmackDown Шимус и Макинтайр провели матч между собой за право боя за титул, однако Гюнтер вмешался в матч, который завершился без результата. В результате было принято решение, что противниками Гюнтера станут оба и Дрю Макинтайр, и Шимус. 24 марта Гюнтер победил приспешника Шимуса Бутча, после чего отхватил «Клеймор-кик» от Макинтайра, ну а а Raw 27 марта Гюнтер пообещал уничтожить обоих оппонентов на WrestleMania. За день до уик-енда WrestleMania, на SmackDown 31 марта Шимус и Макинтайр объединились, чтобы победить приспешников Гюнтера из Империума. Этот матч был назначен на второй день шоу.
27 июля на RAW Бекки Линч и Лита смогли победить Ийо Скай и Дакоту Кай, выиграв у них Женское командное чемпионство WWE. По ходу матча Линч и Лите помогла Триш Стратус, которая нейтрализовала Бэйли, пытавшуюся помочь партнёршам по группировке «Контроль Урона». Возвращение Стратус должно было состояться ранее в году, но в силу разных причин, среди которых и травмы, и смены планов, это состоялось лишь в конце февраля. 6 марта на RAW Стратус, Линч и Лита предложили «Контролю» матч 3х3 на WrestleMania, и этот вызов был принят. 27 марта на RAW Линч рассказала, что обратилась за помощью к Лите и Стратус, поскольку «Контроль» преследовал её с прошлой осени, когда у рестлерш был матч по правилам «Военные игры», а Литу и Стратус она уважает больше всего. 30 марта их матч был назначен на первый день шоу.

## Ход матчей и события шоу
Шоу открыли Джон Сина и Остин Тиори. В ходе непродолжительного матча Тиори воспользовался тем, что судья попал в нокдаун, ударил Сину между ног и после этого удержал.
Многосторонний командный мужской матч завершился триумфом Уличной Наживы после того, как Доукинс заблокировал «Печать метеора» Рикошета коленями, а Форд добил его «Прыжком лягушки».
В матче Сета Роллинса и Логана Пола у ринга также оказался блогер и поп-боец KSI, который вместе с Полом раскручивает бренд напитков Prime. Роллинс подставил его вместо себя на стол комментаторов, когда Пол прыгнул «Сплэшем лягушки», а затем затащил Логана на ринг и удержал его после «Кёрб-стомпа».
Матч женских трио завершился уверенной победой Командных чемпионок и Триш Стратус после того, как Лита провела «Зигзаг удачи» и «Мунсолт» Дакоте Кай, а Линч провела Скай «Мэнхэндл слэм» с 2 каната.
Отец и сын Мистерио на свой матч вышли с красочными декорациями. Доминика вывезли на полицейской машине в наручниках и в сопровождении правоохранительных органов. Доминик вышел в одной из масок отца. Рей выехал на машине, за рулём которой был Снуп Догг. Для него включили сначала песню Догга, затем музыкальную тему Эдди Герреро, а затем только его. Маска Рея была исполнена в стилистике введённого в Зал Славы Великого Муты. Матч для испаноязычных зрителей комментировал рэпер Бэд Банни, который помешал Доминику воспользоваться цепью, которую ему пытался незаметно передать Дамиан Прист. Рею на помощь пришли представители группировки «Легадо дель Фантазма», вскоре после чего Рей провел 619 и «Сплэш лягушки» для победы.
Матч за Женское чемпионство SmackDown между Реей Рипли и Шарлотт завершился сменой обладательницы титула. Рипли стала первой рестлершей в истории, кто победил Шарлотт Флэр в одиночном матче на WrestleMania. Рипли также стала первой рестлершей в истории, кто в своей карьере выигрывал все действующие титулы WWE: сольные титулы Raw, SmackDown, NXT, NXT UK и женское командное чемпионство.
После того, как была объявлена официальная посещаемость шоу (80 497 тысяч человек), один из ведущих шоу Миз заявил, что в соц.сетях бросил открытый вызов кому угодно, но не получил ответа. После этого в зал вышел бывший комментатор WWE, в прошлом суперзвезда NFL Пэт Макафи. Он сказал, что не видел никаких вызовов, хотя времени в интернете проводит много. Снуп Догг назначил им матч, по ходу которого Миз сцепился с действующим игроком NFL Джорджем Киттлом. Тот атаковал Миза, пока судья этого не видел, а затем Макафи добил Миза на ринге, одержав победу.
В решающем матче первого дня Сами Зэйн и Кевин Оуэнс смогли вытерпеть все атаки Командных чемпионов Братьев Усо и лишить их титулов.

## Матчи

### День 1
| №                               | Результаты | Условия                                                     | Время |
| ------------------------------- | --- | ----------------------------------------------------------- | ----- |
| 1                               | Остин Тиори (с) победил Джона Сину | Одиночный матч за чемпионство Соединённых Штатов WWE        | 11:20 |
| 2                               | «Уличная нажива» (Анджело Докинз и Монтез Форд) победила Брона Строумэна и Рикошета, «Викингов-рейдеров» (Эрик и Ивар) (с Вальхаллой) и «Альфа-академию» (Чед Гейбл и Отис) | Мужской четырёхсторонний показательный командный матч       | 8:30  |
| 3                               | Сет «Фрикин» Роллинс победил Логана Пола | Одиночный матч                                              | 16:15 |
| 4                               | Триш Стратус, Лита и Бекки Линч победили Damage CTRL (Бэйли, Дакота Кай и Ийо Скай)                                                                                         | Командный матч шести человек                                | 14:40 |
| 5                               | Рей Мистерио победил Доминика Мистерио | Матч один на один                                           | 14:55 |
| 6                               | Рея Рипли победила Шарлотт Флэр (с) | Одиночный матч за титул чемпиона WWE SmackDown среди женщин | 23:35 |
| 7                               | Пэт Макафи победил Миза | Одиночный матч                                              | 3:40  |
| 8                               | Кевин Оуэнс и Сами Зейн победили Братьев Усо (Джей Усо и Джимми Усо) (c) | Командный матч за неоспоримое командное чемпионство WWE     | 24:15 |
| - (ч) – чемпион на начало матча | |                                                             |       |

### День 2
| №                               | Результаты | Условия                                                       | Время |
| ------------------------------- | --- | ------------------------------------------------------------- | ----- |
| 1                               | Брок Леснар победил Омоса (с МВП)                                                                                    | Одиночный матч                                                | 4:55  |
| 2                               | Ронда Роузи и Шейна Баслер победили Лив Морган и Ракель Родригес, Наталья Нейдхарт и Шотци, Соню Девиль и Челси Грин | Женский четырёхсторонний показательный командный матч         | 8:25  |
| 3                               | Гюнтер (с) победил Шеймуса и Дрю Макинтайра                                                                          | Матч «Тройная угроза» за интерконтинентальное чемпионство WWE | 16:40 |
| 4                               | Бьянка Белэр (с) победила Аску                                                                                       | Одиночный матч за титул чемпиона WWE Raw среди женщин         | 16:05 |
| 5                               | Снуп Догг победил Миза                                                                                               | Одиночный матч                                                | 2:20  |
| 6                               | Эдж победил «Демона» Финна Балора                                                                                    | Матч «Ад в клетке»                                            | 18:10 |
| 7                               | Роман Рейнс (с) (с Полом Хейманом и Соло Сикоа) победил Коди Роудса                                                  | Одиночный матч за титул неоспоримого чемпиона Вселенной WWE   | 34:35 |
| - (ч) – чемпион на начало матча | |                                                               |       |

## События после шоу
3 апреля на первом Raw после WrestleMania Коди Роудс решил продолжить выяснять отношения с Романом Рейнсом. Пол Хейман предложил провести командный матч Рейнса и Сикоа против Роудса и напарника, которым мог бы статьучастник прошедшей WrestelMania. Но в случае поражения и Коди, и его напарник теряли шансы на Чемпионский матч, пока титулом владел Рейнс. В качестве напарника Роудса решил выступить Брок Леснар, однако Леснар напал на Роудса до начала матча. Неделей позже на Raw 10 марта Роудс предложил Леснару матч на «Backlash», и 17 апреля на Raw Леснар принял вызов, согласившись на матч. На Backlash в Пуэрто-Рико Коди смог одержать победу, хотя инициативой в матче владел Леснар. На следующем RAW 8 мая Леснар снова напал на Роудса, помешав Коди выиграть отборочный матч за новое Чемпионство Мира в тяжелом весе и проведя ему Ф5 на стол комментаторов. На RAW 22 мая Рестлеры договорились о матче-реванше на Night of Champions в Саудовской Аравии. Этот матч Леснар уверенно довёл до победы, заперев Роудса, вышедшего на матч с фиксатором на руке, в Кимуре, отчего тот не сдался, но отключился, и судья зафиксировал победу. На RAW 10 июля Роудс бросил Леснару вызов на ещё один матч - на SummerSlam, и ещё неделей позже на RAW 17 июля в родной для Коди Атланте Леснар принял вызов.
3 мая на Raw впервые за несколько месяцев появился Мэтт Риддл, отсутствовавший несколько месяцев из-за травмы, нанесенной ему «Кровной связи». Он вмешался в противостояние Зэйна и Оуэнса против Усо. После серии потасовок и матчей 17 апреля на Raw был назначен матч трио между Сикоа и Усо против Риддла, Зэйна и Оуэнса.
После WrestleMania Шейна Баслер и Ронда Роузи ушли на лечение и вернулись 15 мая на RAW, напав на Ракель Родригес, которая на тот момент владела Командным женским чемпионством, и травмировав (сюжетно) ей руку. 29 мая на RAW Баслер с Роузи выиграли матч за Командное женское чемпионство WWE, а 23 июня на Smackdown победили Альбу Файр и Айлу Доун, объединив женские титулы WWE и NXT. На Money in the Bank была назначена защита титулов против Родригес и вернувшейся после лечения Морган. На этом шоу Баслер неожиданно напала на Роузи, что привело к тому, что Морган и Родригес добили Ронду, и Лив удержала её, лишив титулов. 3 июля на RAW Баслер обвинила Роузи в том, что всегда была в её тени, что Роузи всё приносили готовое, а она всего была вынуждена добиваться своими силами. 17 июля на RAW Роузи бросила Баслер вызов на матч на SummerSlam, но Баслер предложила подраться сразу же. Ронда отказалась. Матч был официально назначен 27 июля, а 31 июля на RAW матчу добавили правила - бой пройдет в формате смешанных единоборств.

### Продажа WWE
Шоу стало последним в истории WWE под абсолютным руководством Винса Макмэна. В воскресенье журналисты CNBC сообщили, что компания будет продана Endeavor Group, а далее объединена с UFC в общий холдинг. Данная информация подтвердилась в понедельник.